# Wilhelm Gustloff (ladja)
MV Wilhelm Gustloff je bila nemška potniška ladja, imenovana po vodji podružnice nacionalsocialistične stranke v Švici, Nemcu, Wilhelmu Gustloffu (1895-1936). Splovljena je bila leta 1937. Imenovala naj bi se po Adolfu Hitlerju, vendar so jo na Hitlerjev ukaz poimenovali po Gustloffu, nacističnemu politiku, ubitem v atentatu. Med reševanjem Nemcev iz Rusije, ki so bili večinoma civilisti, je ladjo 30. januarja 1945 v Baltskem morju torpedirala sovjetska podmornica S-13. Ko je W. Gustloff potonil, je umrlo čez 9000 ljudi (točno število žrtev ni bilo nikoli ugotovljeno), kar šteje za najhujšo pomorsko katastrofo vseh časov.